# 역사의 라이벌
《역사의 라이벌》은 대한민국의 KBS 1TV에 1994년 10월 22일부터 1995년 9월 2일까지 방송된 교양 프로그램이다.

## 기획 의도
우리 역사 속에 대립, 대조되는 두 인물을 설정, 그들의 시대인식과 역사의식을 재조명한 우리 역사를 긍정적으로 되새겨 보는 역사 프로그램이다.

## 진행자
- 고원정
- 유강진
- 이강식

## 에피소드 목록

### 1994년
| 횟수 | 방송 일자 | 제목                                             | 출연진 |
| ---- | --------- | ------------------------------------------------ | --- |
| 1    | 10월 22일 | 임진왜란의 일등공신, 이순신과 원균               | 하상길 김인석 임혁 김종철 이한승 임홍식 김기복 한근욱 권병준 차기환 김원배 장기수 김경응 이종길 |
| 2    | 10월 29일 | 그대는 찢으시오, 나는 맞추리니 - 김상헌과 최명길 | 신구 안대용 이일웅 오영갑 박칠용 이원종 반문섭 장정국 박경득 박영목 홍영자 기정수 김창봉 안형식 임영식 이문환 이현두 김진오 허기호 박현정 차기환 이종길 박승규 권병준 오성열 양재원 신용규 서미애 이은주 |
| 3    | 11월 5일  | 위화도 회군 - 이성계와 최영                      | 박병호 나한일 이광기 이정웅 박영목 박용식 선동혁 허기호 기정수 전병옥 이두섭 서영진 이계영 배도환 최상길                                                                                                 |
| 4    | 11월 12일 | 1895년 10월 8일 새벽, 대원군과 명성황후 1부      | 송재호 김청 백준기 장희진 정재순 이종만 윤덕용 김시원 맹호림 하대경 임병기 이춘식 이계영 정호근 배미자 이일랑 임영식 이용진 정용환 강민석 송치곤 이미나 서모란 이경환 김소연                             |
| 5    | 11월 19일 | 1895년 10월 8일 새벽, 대원군과 명성황후 2부      | 송재호 김청 백준기 김성겸 이일웅 이치우 정재순 윤덕용 하대경 임병기 이춘식 이계영 이일랑 정용환 김성찬 이미나 서모란 김성수 김광영                                                                       |
| 6    | 11월 26일 | 역사가 만든 적과 동지, 포은 정몽주와 삼봉 정도전 | 안대용 이신재 김진태 김진해 변희봉 김봉근 양재성 김종구 이두섭 박건식 박칠용 손호균 이광기 진운성 박유승 김석태                                                                                          |
| 7    | 12월 3일  | 두 여인의 변명 - 장희빈과 인현왕후 1부           | 이은경 신영진 임영규 남윤정 안영주 이정웅 박영목 이종구 박현정 서미애 박유승 정현기 이한승 장기수 배영철 김종철 김대운 임용석 박남춘 김선영 문은희 오영순 최원주 최흘 정태우                             |
| 8    | 12월 10일 | 두 연인의 변명 - 장희빈과 인현왕후 2부           | 이은경 신영진 임영규 김새영 이한승 김원배 양재원 박남춘 서미애 박현정 장기수 임홍식 권오균 김대운 연우종 허건영 문은희 김선영 임용석 최흘 정태우 박진훈                                                  |
| 9    | 12월 17일 | 사도세자 죽음의 비밀 - 탕평과 붕당               | 임혁주 김성겸 서학 박영목 이일웅 이원종 안형식 박승규 양재원 서미애 김원배 전병옥 조정국 이종길 김정우                                                                                                   |

### 1995년
| 횟수 | 방송 일자 | 제목                                                 | 출연진 |
| ---- | --------- | ---------------------------------------------------- | --- |
| 10   | 1월 7일   | 계유정난 - 수양대군과 김종서                         | 김흥기 민욱 주호성 문창길 강태기 신동훈 이문환 이신재 김성원 박칠용 홍승일 윤준식 이한승 이동주 이계영 박유승 이종길 정철 강신조 배윤진                                                                                         |
| 11   | 1월 14일  | 소격서 혁파 문제 - 중종과 조광조                     | 임혁 박진성 임병기 김시원 박건식 반문섭 오영갑 김성찬 김형일 손호균 이미나 박용식 하대경 이기철 고광우 이계영 배미자 김기준 송치곤 이일랑 서모란 이한위 임영식 전용환 임종순 이경훈                                             |
| 12   | 1월 21일  | 허균과 이이첨, 적인가 등지인가                       | 나한일 김희라 윤승원 안병경 김기복 오성열 장기용 박상만 이종구 이한승 김새영 박용식 이한위 고명안 박이남 연우종 임용석 배영철 권오균 김주영 김연진 허건영 김혜경 이재석 이정                                                    |
| 13   | 1월 28일  | 무인시대 - 최충헌과 이의민                           | 김윤형 오영갑 박경득 안형식 반문섭 박영목 박승규 한현배 조정국 김창봉 안광진 권병준 윤진호 이기철 차기환 김성희 전병옥 이계영 오성렬 양재원 임영식 신용규 이종길 강민석 심훈보                                                  |
| 14   | 2월 4일   | 여성의 굴레를 이겨낸 황진이와 허난설헌               | 노경주 금보라 박주아 남윤정 박현정 서상익 김종결 윤덕용 맹호림 조재훈 박영목 안광진 장영주 한현배 이두섭 송희남 선동혁 이계영 박해상 박상규 이경실 김원배 이선희 박미지 유지연 유종호                                           |
| 15   | 2월 11일  | 1년 복이냐, 3년 복이냐 - 송시열과 허목               | 김성겸 임혁 이정웅 반문섭 하대경 김시원 박건식 임병기 임영식 이계영 박진성 이광기 김형일 이한위 손호균 조재훈 안해숙 송희남 배미자 송치곤 정용환 김희진 이미나 정미숙 한유림 소병철 이기철 정훈희                               |
| 16   | 2월 18일  | 성삼문과 신숙주                                      | 박진성 백준기 임영규 주호성 김성겸 박병호 윤덕용 박건식 이문환 박해상 조재훈 이두섭 김동완 정소녀 진운성 최상길 박유승 이우석 이채우 김서형 정태우 박루시아 이정윤 윤다라 홍예나                                                |
| 17   | 3월 4일   | 김옥균과 민영익                                      | 차기환 김원배 박경득 안형식 유순철 기정수 이종남 조정국 신용규 양재원 이기철 배도환 오성열 윤진호 이종길 강민석 강신조 |
| 18   | 3월 11일  | 일본은 온다, 오지 않는다 - 김성일과 황윤길           | 김흥기 박칠용 김창봉 전병옥 최헌철 이신재 김봉근 이정웅 양영준 박용식 이한승 한현배 허기호 박건식 문창길 이문환 박승규 곽경환 이두섭 이계영 기정수 차양희 송희남 강민석 안광진 배도환 양재원 이기철 이종길 이일랑 박희진 전용환 |
| 19   | 3월 18일  | 광해군과 인목대비                                    | 임혁주 서미애 안병경 박용식 김희라 박현정 박칠용 박상만 이한승 이종구 배영철 양형호 권오균 이두섭 손호균 이기철 정형기 손종범 박이남 허건영 이정                                                                                |
| 20   | 4월 1일   | 원효와 의상대사                                      | 임혁 이문환 최선아 이미나 임영식 임병기 이종만 안해숙 김시원 오영갑 박건식 박승규 하대경 안형식 고희준 송치곤 이기철 손호균 배미자 박혜경 김연진 박영숙 전은표                                                                  |
| 21   | 4월 8일   | 고려냐, 조선이냐 - 최영, 정몽주와 이성계, 정도전     | 박병호 나한일 김진태 이신재 안대용 이정웅 박영목 이광기 선동혁 김진해 허기호 기정수 박용식 변희봉 김봉근 양재성 김종구 이두섭 손호균 박건식 전병옥 박칠용 진운성                                                                |
| 22   | 4월 15일  | 같은 뜻 다른 길 - 이성계와 이색                      | 김성겸 김진해 이신재 변희봉 이정웅 임영규 이종만 박영목 김기섭 김봉근 박경득 유순철 이계영 김기복 배미자 신종섭 김기진 김영기 김원배 정승곤 박유승 강신조 서재영                                                                |
| 23   | 4월 22일  | 왕자의 난 - 이방원과 정도전                          | 변희봉 김성겸 임영규 안병경 이두섭 장서희 박용식 권오균 배영철 양학용 박종보 박이남 허건영 백준영 이남혁 |
| 24   | 4월 29일  | 왕의 길 부자의 길 - 태조와 태종                      | 임영규 김성겸 안형식 박용식 박영목 오영갑 박경득 박승규 김창봉 조정국 김원배 허기호 안광진 서미애 한경선 한현배 이종길 임영식 박혜경 송복철                                                                                     |
| 25   | 5월 6일   | 전하, 아니되옵니다 - 왕과 사관 (세종과 맹사성)       | 임혁 박진성 신구 박병호 양택조 박건식 서학 안대용 김종구 강태기 태민영 이두섭 조재훈 손호균 이계영 차기환 이동준 이동신 이종남 류복녀 강민석 진운성                                                                             |
| 26   | 5월 13일  | 단군조선이냐 기자조선이냐 - 세종과 최만리            | 서인석 김흥기 김종결 김시원 임병기 최선아 배미자 김희진 김형일 하대경 반문섭 이계영 이한위 김영선 임영식 이미나 이기철 김현성 송치곤 권소영 이경훈                                                                              |
| 27   | 5월 20일  | 청백리도 순위가 있소이다! - 황희와 맹사성            | 안대용 임혁 박병호 서인석 백인철 이한나 이한승 남윤정 박칠용 문창길 김주영 조은덕 한현배 이두섭 전병옥 박해상 손호균 이계영 김기복 이제신 장정희 차양희 한정국 김백수 고진학 박혜경 문윤선                                      |
| 28   | 5월 27일  | 단종의 두 숙부 - 수양대군과 안평대군                 | 임혁주 노영국 김희라 이정웅 박상만 박영목 이한승 김새영 주호성 이문환 신동훈 양학용 배영철 이두섭 권오균 박종보 박이남 강민석 정형기 허건영 이재석                                                                              |
| 29   | 6월 3일   | 왕의 정치 신하의 정치 - 세조와 한명회                | 임혁주 주호성 백준기 박정웅 김창봉 오영갑 안광진 안형식 차기환 조정국 황덕재 양재원 |
| 30   | 6월 10일  | 중앙집권이냐 지방분권이냐 - 김종직과 성준            | 임혁 송재호 안대용 변희봉 김진태 양택조 김봉근 태민영 박진성 강태기 김하림 김종구 박경득 박종설 서학 김창봉 차기환 박유승 |
| 31   | 6월 17일  | 무오사화 - 김일손과 이극돈                           | 김진태 박진성 변희봉 이광기 임혁 양택조 안대용 박경득 박칠용 조재훈 김동완 김봉근 맹호림 태민영 김하림 김종구 강태기 차기환 박유승 진운성                                                                                       |
| 32   | 7월 8일   | 갑자사화의 두 인물 - 임사홍과 성현                   | 이대로 김흥기 김주영 양택조 강태기 박용식 배미자 장칠군 한현배 박칠용 조재훈 유병준 최헌철 이경영 김성수 강신조 정태우 김영민                                                                                                   |
| 33   | 7월 15일  | 연산의 두 환관 - 김처선과 김자원                     | 이정웅 박칠용 김주영 김흥기 박경득 장칠군 이한나 연운경 이한수 유병준 최헌철 한정국 기정수 노영화 윤성국 배미자 이계영 손호균 김원배 강신조 양기철 이대원 진태원 김영민                                                         |
| 34   | 7월 22일  | 소격서를 혁파하소서 - 왕과 대간                      | 임혁주 이배국 정운용 권성덕 유병준 나영진 유순철 서영진 박상규 홍유진 이강수 이계영 맹봉학 홍륜의 박상만 허기호 오기환 |
| 35   | 7월 29일  | 나뭇잎의 주초위왕, 어디까지 사실인가 - 조광조와 남곤 | 정운용 임혁주 이배국 권성덕 유순철 강만희 심우창 허기호 나영진 이두섭 박상만 홍륜의 이영재 이한위 권오균 이종길 |
| 36   | 8월 26일  | 서경덕과 황진이                                      | 김미라 서학 서우림 남일우 이종만 선동혁 양재성 홍영자 이일웅 태민영 김형자 이우석 이원발 전병옥 김하균 이재연 이계영 임찬호 황선정 명정옥 현영임 이준아 조광식 김지현                                                           |
| 37   | 9월 2일   | 학자의 길, 처사의 길 - 이황과 조식                   | 신구 안대용 서우림 안해숙 양택조 김종구 김하림 박진성 김기복 이문환 김형일 김주영 조재훈 박칠용 이동신 이두섭 양형호 이계영 박유승 손종범 김영선 진운성 박종설 김상중                                                           |

## 제작진
- 책임프로듀서 : 남성우
- 구성·각본 : 김옥영, 이환경, 이수재, 성위환, 윤영수, 정종숙, 양경아
- 연출 : 현정주, 안영동, 임기준, 정영철, 주평문, 최훈근, 이달현, 김종선, 이강주, 신재국

## 같이 보기
- 역사추리 (후속작, 1994년 ~ 1996년)
- TV 조선왕조실록 (1996년 ~ 1997년)
- TV 역사저널 (1996년 ~ 1997년)
- 역사스페셜 (1997년 ~ 2002년)